# Mausolée des Quarante Filles
Le mausolée des Quarante Filles se trouve en Iran, dans le quartier de la ville de Kachan à l'ouest de l'Imamzadeh Sultan Mirhamed. Il date de la période Ilkhanat de Perse au XIIIe siècle de notre ère et est inscrit dans la liste des monuments nationaux d'Iran sous le n° 758. 
Son dôme aux fromes simples et dépourvu de décoration est représentatif de l'architecture de la période Ilkhanat.

## Étymologie
Le nom de l'édifice en farsi Chehel Dokhtaran signifie quarante filles mais la raison pour laquelle ce nom lui a été donnée reste inconnue. Il existe également un minaret des Quarante Filles et certains linguistes rappellent que le chiffre quarante est utilisé en farsi pour exagérer une quantité. Il s'agirait dès lors d'un bâtiment construit pour servir de mosquée, de mausolée mais aussi d'école réservée aux filles.

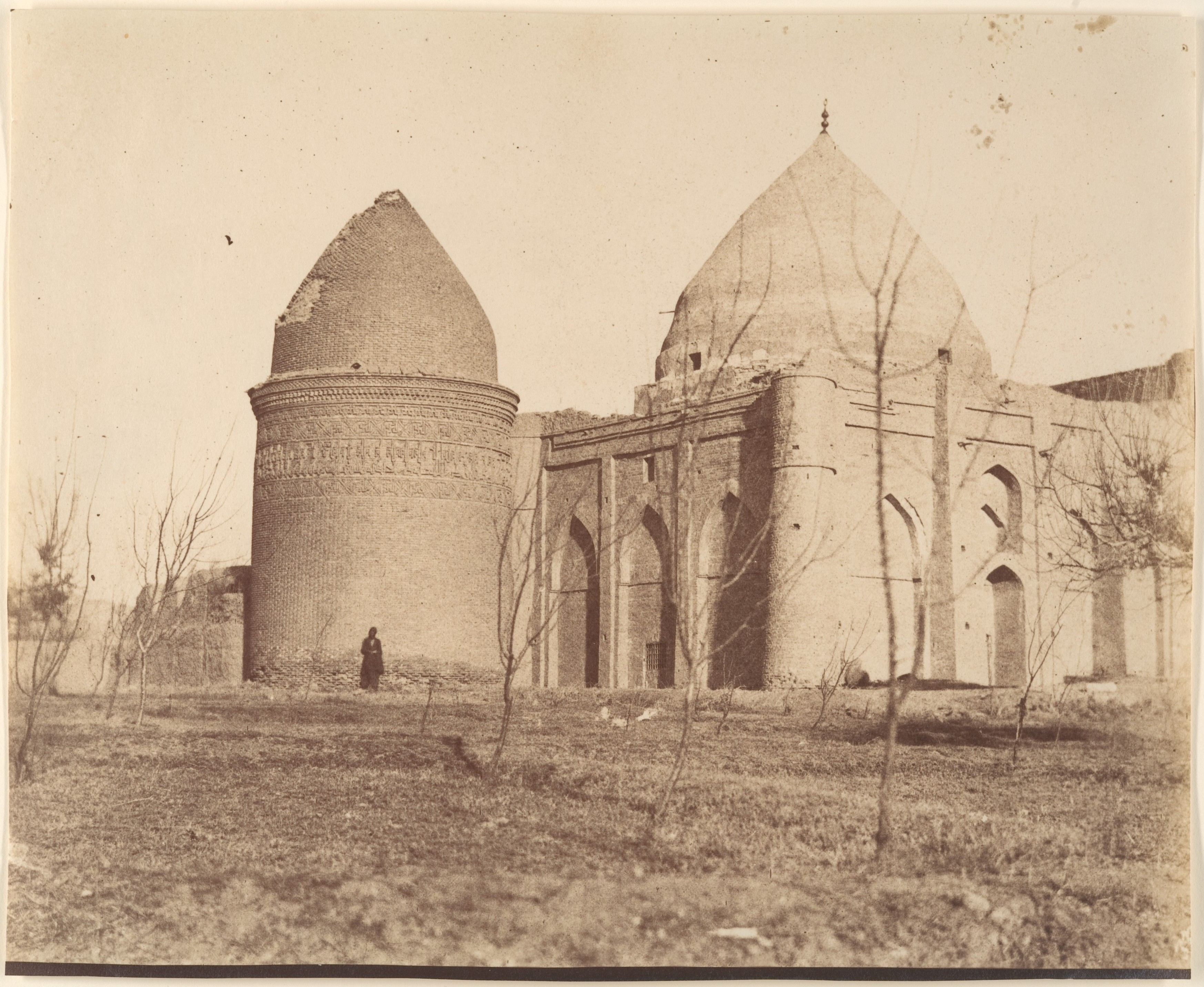
mausolée des Quarante Filles